# Shkumbin

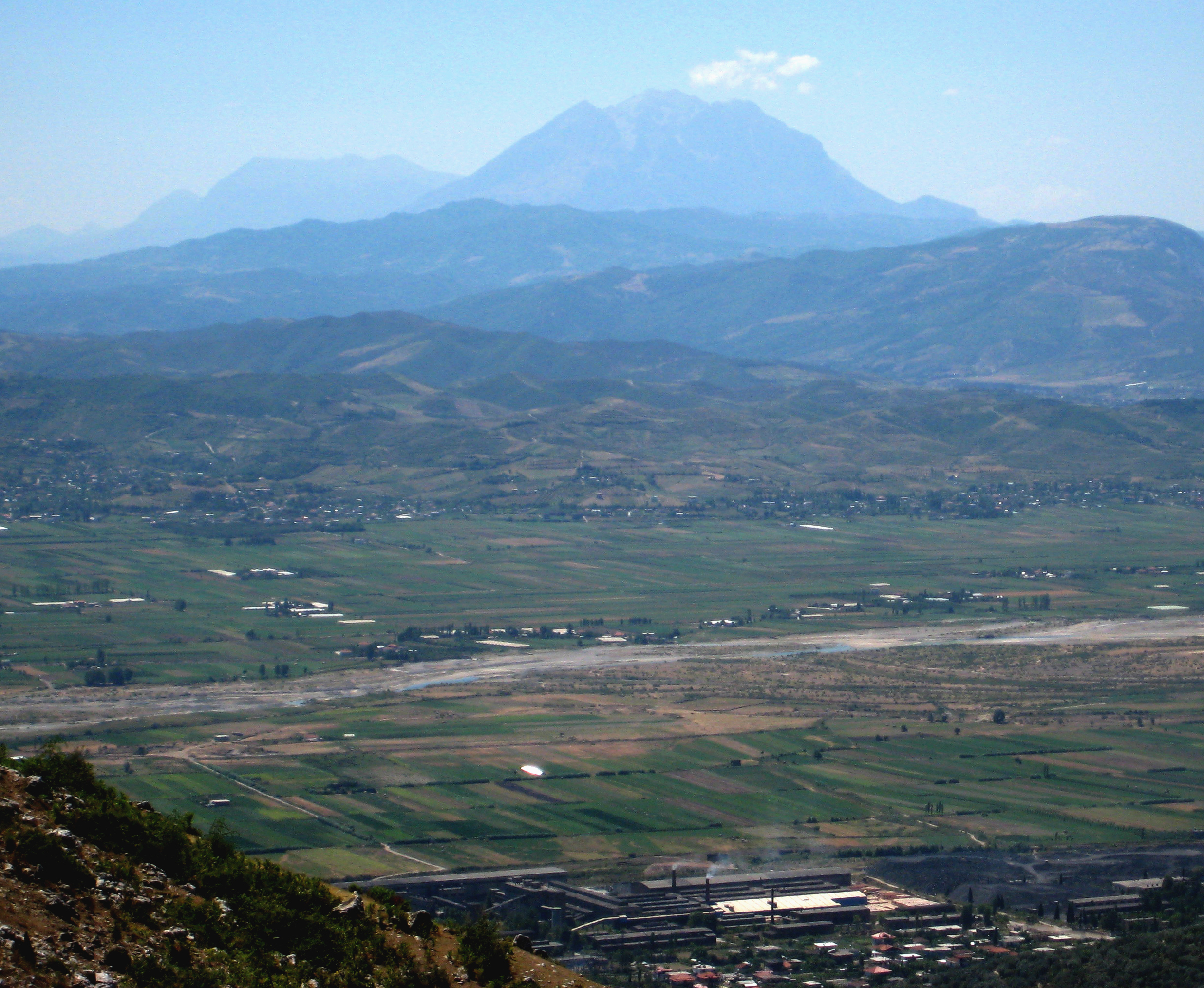
Dolina Shkumbin na zachód od Elbasan

Shkumbin (t. Shkumbini; staroż. łac. Genusus) – rzeka w środkowej Albanii, w zlewisku Morza Adriatyckiego. Długość – 181 km, powierzchnia zlewni 2441 km², średni przepływ 61,5 m³/s. 

## Bieg rzeki
Shkumbin wypływa w górach na zachód od miasta Pogradec nad Jeziorem Ochrydzkim. Początkowo płynie na północ, stopniowo skręca na północny zachód. Dolina górnego Shkumbin oddziela góry Shebenik na wschodzie od gór Polis na zachodzie. Koło miasta Librazhd skręca na zachód, po czym przecina Elbasan i wypływa na nizinę nadmorską. Uchodzi do Adriatyku na północ od laguny Karavasta.

## Hydrografia i wykorzystanie
Rzeka Shkumbin nie jest żeglowna, średni przepływ rzeki to 61,5 m³/s, jednak jesienią i zimą dochodzi do podtopień, a latem poziom rzeki jest istotnie mniejszy. Dolina rzeki, względnie szeroka i łatwo dostępna, od dawna służy jako korytarz komunikacyjny łączący wybrzeże Albanii z jej interiorem, a w skali ponadlokalnej – Italię z południem Bałkanów. Biegła tędy m.in. rzymska Via Egnatia.
 
W górnym biegu prowadzi się rybactwo, w środkowym i dolnym biegu rzeka była silnie zanieczyszczona ściekami z zakładów metalurgicznych w Elbasan, które jednak już nie pracują. Wzdłuż rzeki jest wiele miejscowości, korzystających z jej zasobów hydrologicznych. m.in. dzięki kanałowi „Naum Panxhi” w Elbasan nawadniany jest bardzo urodzajny region Cërrikut. Planowane jest także wykorzystanie Shkumbin jako źródła energii poprzez budowę małych elektrowni wodnych. 

## Rzeka jako granica kulturowa
Dolina Shkumbin dzieli Albanię na część północną i południową. Granica ta jest nie tylko umowna, lecz kulturowa – na północ od Shkumbin mieszkają albańskie plemiona Gegów, na południe – Tosków, różniące się dialektami, obyczajami i religią.
Na przykład, tradycyjne ludowe pieśni na północ od rzeki śpiewane są jednym głosem, natomiast na południu kilka głosów prowadzonych jest niezależnie od siebie. Na południe od Shkumbin prawie nie występuje ludność katolicka, a na północy poza największymi miastami trudno o ludność prawosławną.
Toskowie byli zawsze nieco kosmopolitami, a Gegowie konserwatystami. Podział ten widać także w polityce. Byłe elity komunistyczne wywodziły się z południa, a pierwsze protesty miały miejsce w północnej części kraju, gdzie bazę ma Demokratyczna Partia Albanii z liderem, pierwszym niekomunistycznym prezydentem Albanii Sali Berishą.